# Aak (loď)

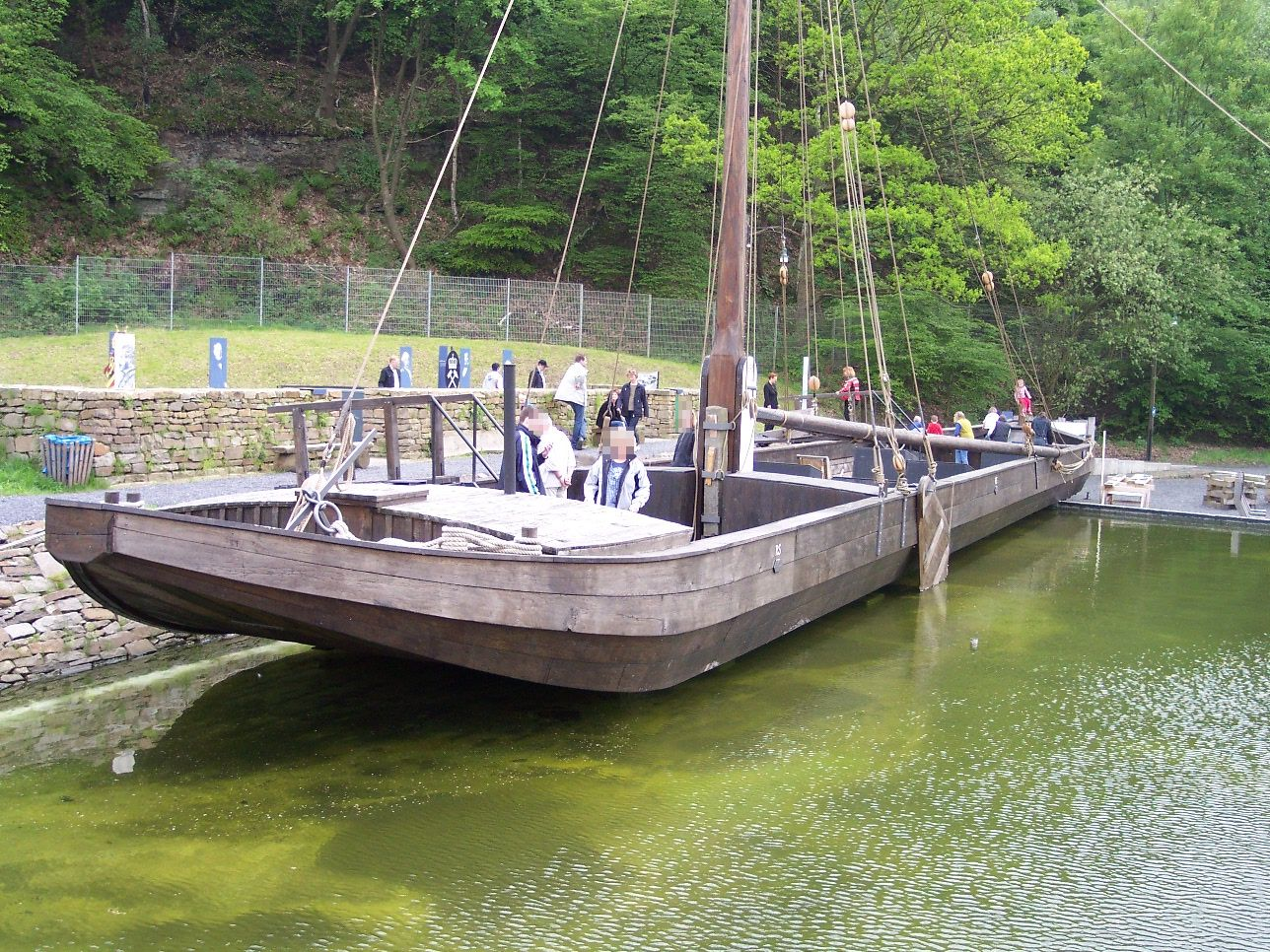
Aak na německé řece Rúr

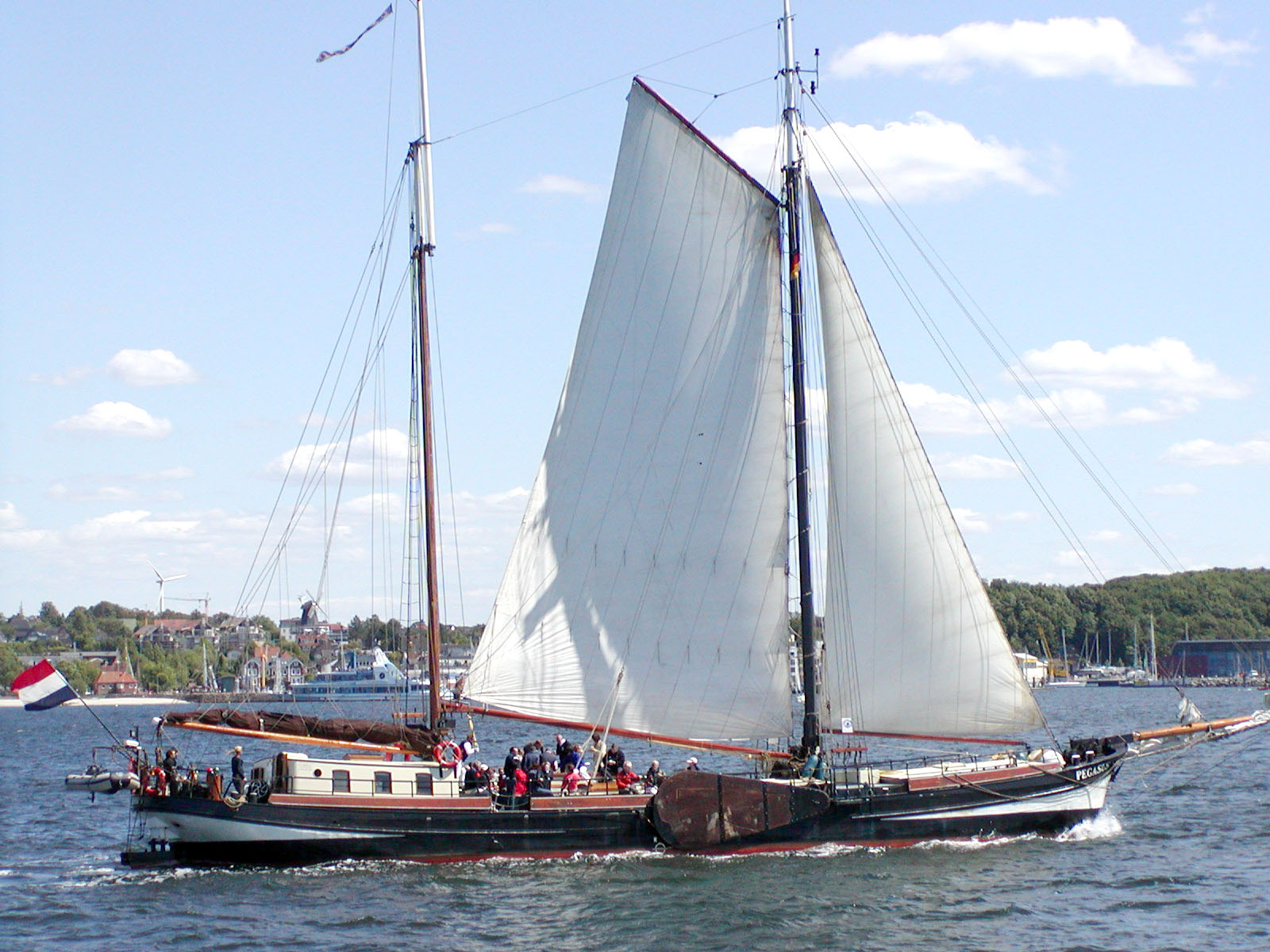
Loď Pegasus na přehlídce v Kielu (2008)

Aak je říční člun podobný pramici, určený pro přepravu zboží, například vína nebo ryb. Tento typ lodi pochází z Nizozemska. Je to jednostěžňová loď s plochým dnem. V minulosti se takové lodě využívaly mj. na řece Rýn. První zmínka o nich je z roku 1530. Byly hojně používány do začátku 20. století.